# Isaque de Jerusalém
Isaque de Jerusalém foi o patriarca de Jerusalém entre 601 e 609. O papa Gregório I enviou-lhe uma carta solicitando que ele acabasse com a discussão entre a Igreja Nova e a administração de da Igreja de Jerusalém.

## Conquista persa
Em 602, o imperador bizantino Maurício (r. 582–602) foi assassinado pelo militar e então imperador Focas (r. 602–610). Uma vez que a Igreja, não vendo nada contra o usurpador, o apoiou, ele talvez tenha se sentido em débito com ela. Isso poderia explicar o motivo de ele ter iniciado uma perseguição sistemática contra os monofisistas na Síria e no Egito. Os monofisistas, que desfrutaram de certa paz durante o reinado de Tibério II (r. 578–582), se irritaram. Empolgado, Focas também ordenou que todos os judeus de Alexandria, Antioquia e da Palestina fosse batizados. Nas duas primeiras cidades, houve revoltas, enquanto que na Palestina, apesar dos protestos do líder judaico Jonas, muitos aceitaram ser batizados.
A política impensada de Focas deu frutos em 611, quando os inimigos de longa data dos romanos e dos bizantinos, os persas sassânidas, atacaram o Império. Eles rapidamente conquistaram a Síria, majoritariamente monofisista, e, em 614, toda a Palestina já estava subjugada.